# Antrostomus carolinensis
Antrostomus carolinensis là một loài chim trong họ Caprimulgidae.

## Hình ảnh

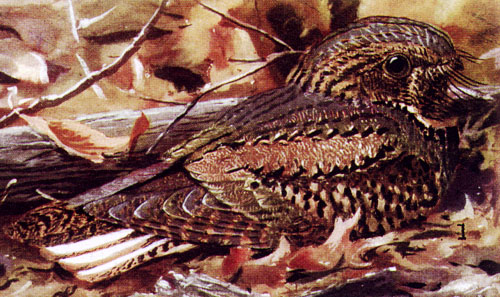
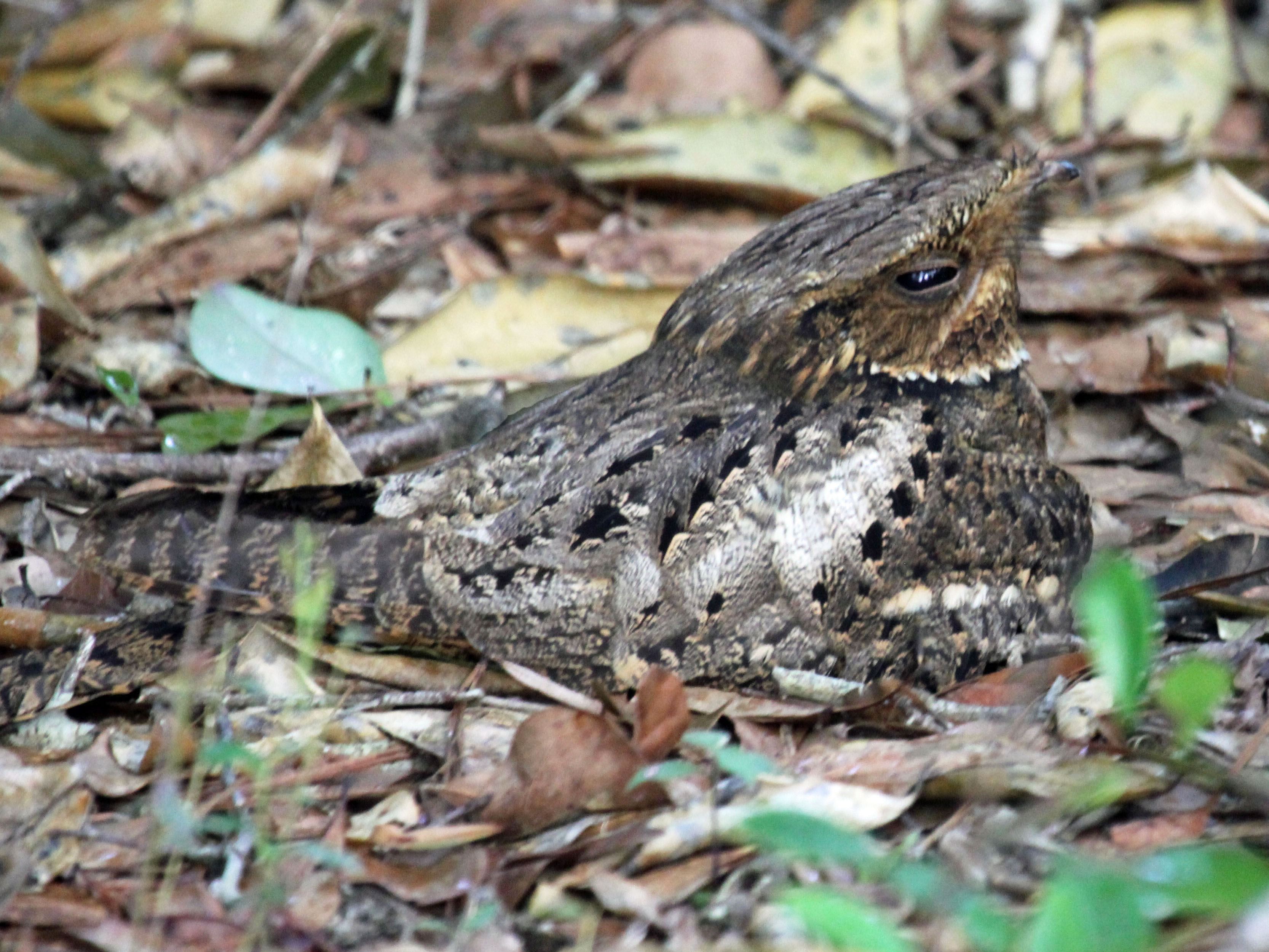
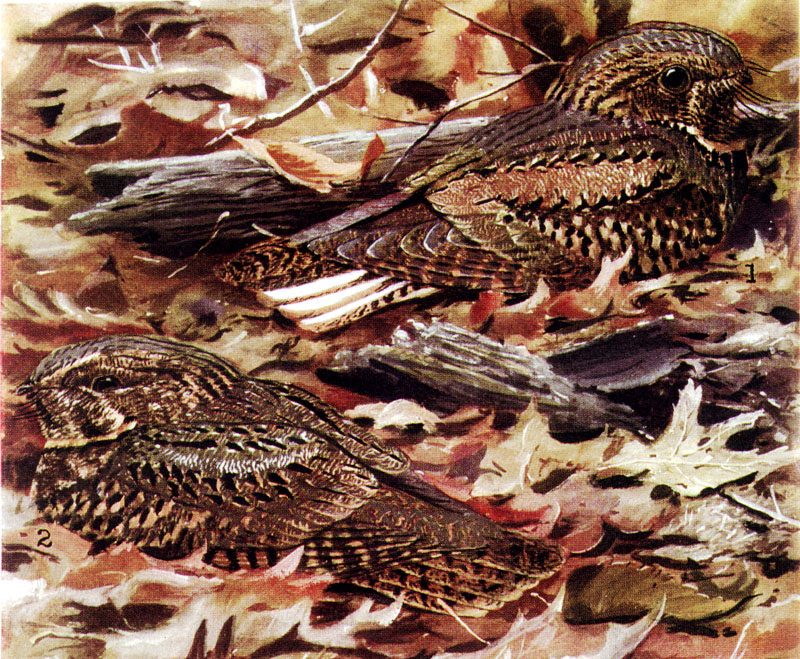
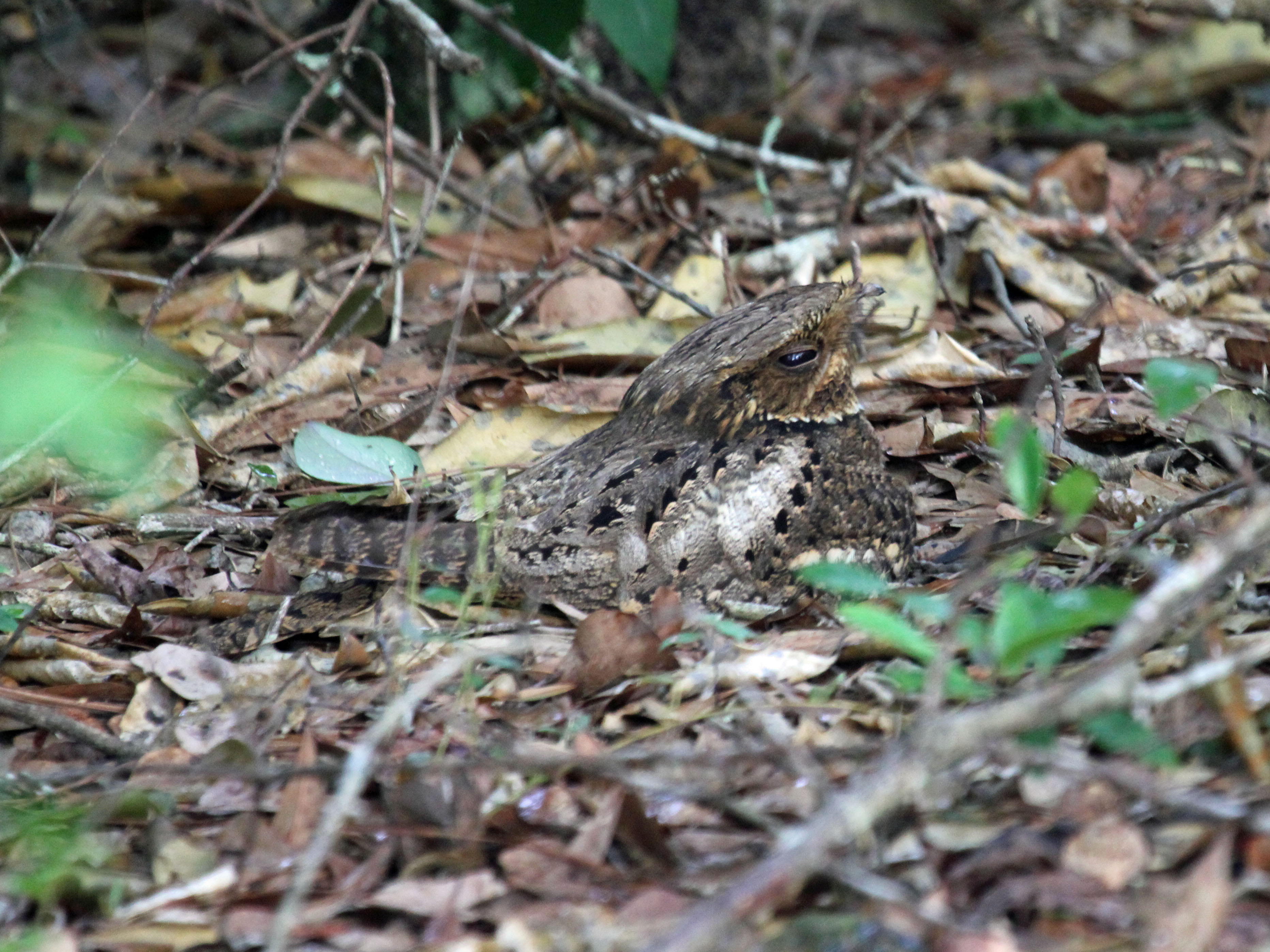